# Conspiració de silenci (pel·lícula de 1955)
Conspiració de silenci (títol original en anglès: Bad Day at Black Rock) és una pel·lícula estatunidenca de John Sturges, estrenada el 1955. Ha estat doblada al català.

## Argument
Per primera vegada des de fa quatre anys, un tren s'atura a Black Rock, llogarret perdut en ple desert. El visitant, John J. Macreedy (que té amputat un braç sencer), interroga els pocs habitants que troba sobre la manera d'anar a un lloc proper: Adobe Flat, i sense precisar clarament les seves motivacions. Estranyament, l'evocació d'aquest lloc associada a aquesta visita totalment inesperada generen una forta agressivitat de la població local. Macreedy intenta comprendre-ho i fa preguntes, però la població es mostra amenaçadora.

### El final
El duel final és bastant surrealista, un manc, sota el foc d'un bon tirador, aconsegueix recollir una providencial ampolla buida, arrossegar-se sota el jeep per calar l'ampolla sota el tub d'arribada de benzina, en plena foscor. (El tub d'alimentació dels jeeps era metàl·lic, i collat, impossible d'afluixar amb la mà, sense la clau adequada.) Llavors, acciona el motor d'engegada, perquè la bomba ompli l'ampolla. De passada, assenyalem en tot cas un detall autèntic, l'heroi acciona el motor d'engegada a terra, perquè els jeeps, el 1945, tenien veritablement el motor d'engegada a terra. Llavors, amb l'ampolla plena, i sempre sota l'amenaça del dolent que s'ha hagut d'adormir, l'heroic manc esquinça la seva corbata, en fa una metxa que introdueix en l'ampolla amb un dit (però com aguanta l'ampolla?), improvisa un còctel Molotov, i aconsegueix encendre'l, sempre amb una sola mà, i a la foscor. Llavors, amb un gest precís, llança el seu projectil, que cau sobre el dolent, que ha tingut el bon gust d'acostar-se en aquell moment. El dolent veu com s'encén la seva camisa. Es posa a udolar, es rebolca per terra, agonitza com si hagués estat flamejat amb llançaflames. Heus aquí, ha mort, l'escena d'antologia rodada.

## Repartiment
- Spencer Tracy: John J. Macreedy
- Robert Ryan: Reno Smith
- Anne Francis: Liz Wirth
- Dean Jagger: Xèrif Tim Horn
- Walter Brennan: Doc T. R. Velie Jr.
- John Ericson: Pete Wirth
- Ernest Borgnine: Coley Trimble
- Lee Marvin: Hector David
- Russell Collins: M. Hastings
- Walter Sande: Sam, el propietari del cafè

## Context de la pel·lícula
Un guió gairebé perfecte -excepte per algunes concessions al final- de Millard Kauffman, basat en la novel·la de Howard Breslin titulada Bad Time at Mondo, ofereix una visió dura i precisa sobre el racisme i els deliris patrioters propis de les comunitats primitives de l'oest nord-americà, que s'exacerben amb les rivalitats de la Guerra del Pacífic. El personatge emblemàtic representat per Tracy -manc, vestit de negre i posseïdor d'un envejable autodomini- marca el rebuig que rep en aquestes societats tancades la presència de "l'altre", la persona diferent, la presència trenca amb els esquemes des d'una posició exterior. És el "foraster" de tots els westerns, però aquest cop amb una missió concreta per a complir i assumint problemes que se'n deriven.
Un repartiment de luxe que inclou, a part dels protagonistes, Walter Brennan, Ernest Borgnine, Dean Jagger i John Ericson, ens permet tornar a gaudir d'un Robert Ryan fent una declaració de principis feixistes, en un paper que sap brodar a la perfecció. Esplèndida fotografia en cinemascope de William C. Mellor, admirable en la composició d'interiors i exteriors.
La pel·lícula, que s'ha quedat com una obra a retenir per nombrosos cinèfils, aborda l'assumpte dels prejudicis cap als niseis. I la particularitat d'aquesta pel·lícula és de continuar sent com una obra veritablement forta en aquest nivell, bé que desproveïda de tot personatge nisei visible en la pantalla. Mena de western modern i abstracte, és una pel·lícula curta i seca (menys de 80 minuts), que reposa en la seva decoració desèrtica i el seu format cinemascope per posar en escena aquesta projecció metafòrica d'una revenja d'Amèrica amb els seus dimonis.
Situada el 1945, dos mesos després de la fi del conflicte, la pel·lícula narra, en efecte, el pas per la petita ciutat perduda de Black Rock (Arizona) d'un estranger de nom John McReady, encarnat per Spencer Tracy. Hi va per trobar Komoko, un granger japonès: «No va tenir sort. Va arribar el 41 una mica abans de Pearl Harbor. Han vingut a buscar-lo tres mesos després per internar-lo en un camp de concentració.» menteix Reno Smith. En realitat, Komoko ni tan sols va ser internat en un camp, va ser linxat l'endemà de Pearl Harbor, en un impuls de deliri patriòtic per una part dels habitants, dirigits per Reno Smith. La granja va ser igualment cremada. McReady havia vingut a veure Komoko per lliurar-li la medalla del seu fill mort en el combat en la 442 RCT. Tracy es trobarà des de llavors perdut enmig de l'hostilitat general dels que volen ofegar el crim. L'ambient és pesat, l'aparició gairebé fantàstica i misteriosa de Tracy, prop del Sanjuro d'Akira Kurosawa o de l'Home sense nom de Sergio Leone, sent d'alguna manera allà per posar les coses al seu lloc, rentar la taca del racisme i del prejudici entre una població rural poc culta, una Amèrica profunda que va prendre Komoko com a víctima de les seves frustracions. Smith, que va llogar les seves terres a Komoko, no s'havia adonat que aquest hi va trobar una font d'aigua. A conseqüència del seu odi als japonesos i que va ser rebutjat en allistar-se en l'exèrcit, mata aquest home acompanyat d'alguns còmplices ebris.
Mitjançant els personatges del doctor, de l'arrendatari de l'hotel i del xèrif, la pel·lícula expressa igualment un sentiment de remordiment molt fort que busca un remei contra «la vergonya». S'hi parla, de cara al crim, d'una «indiferència malenconiosa». Allò pot expressar no sols la injustícia i la culpa cap als niseis, però aquesta història evoca també el maccarthisme, llavors d'actualitat. Un ambient de covardia, en què les preguntes són per als personatges saber si han de seguir el ramat contra una sola persona. Aquí no es veu res del prejudici concret contra els niseis, però s'utilitzen nombroses metàfores. No ho impedeix: Conspiració de silenci resta encara potser, des d'un punt de vista occidental, el que resta més fort i intransigent sobre el tema. Potser perquè és una pel·lícula de Hollywood que no intenta transcriure el que ha estat viscut per les poblacions niseis, les seves desgràcies. Aquí no queda més que el reglament de compte moral intern dels Estats Units en acabar la guerra. La potència evocadora de l'absència, de la desintegració de Komoko, és sens dubte més poderosa que totes les reconstitucions. Quan el crim és contat, la força de les paraules evoca la granja cremada, i el japonès transformat en torxa humana i abatut en parla enormement sobre el mal fet. Com per pagar el seu crim, Smith cremarà també al final de l'obra. Els vilatans que s'han redimit volen al final de la pel·lícula la medalla destinada a Komoko per millorar el seu esperit, per reconstruir-se, cosa que McReady acceptarà.

## Premis i nominacions

### Premis
- 1955: Premi a la interpretació masculina (Festival de Canes) per Spencer Tracy[2]

### Nominacions
- 1956: Oscar al millor director per John Sturges[2]
- 1956: Oscar al millor actor per Spencer Tracy[2]
- 1956: Oscar al millor guió adaptat per Millard Kaufman[2]
- 1956: BAFTA a la millor pel·lícula[2]
- 1955: Palma d'Or al Festival de Canes per John Sturges[8]